# الدوري اليوناني 2013–14
الدوري اليوناني لكرة القدم 2013-14 (باليونانية: Σούπερ Λίγκα 2013–14)‏ هو الموسم 78 من  الدوري اليوناني لكرة القدم. أقيم خلال الفترة 17 أغسطس 2013 وحتى 17 مايو 2014، والذي يشرف على تنظيمه الاتحاد الإغريقي لكرة القدم، وكان عدد الأندية المشاركة فيه  18، وفاز فيه نادي أولمبياكوس.